# 1. FC Köln
Az 1. FC Köln (teljes neve Erster Fußball-Club Köln 01/07 e. V.) egy német labdarúgóklub Kölnben. A klubot 1948. február 13-án alapították meg két csapat, a Kölner Ballspiel-Club 1901 és az SpVgg Sülz 07 összevonásával. Legfőbb riválisuk a Bayer 04 Leverkusen, a Borussia Mönchengladbach és a Fortuna Düsseldorf.

## Sikerei
- Német bajnok: 1962, 1964, 1978
Ezüstérmes: 1960, 1963, 1965, 1973, 1982, 1989, 1990
- Német kupa-győztes: 1968, 1977, 1978, 1983
  - Döntős: 1954, 1970, 1971, 1973, 1980, 1991
- BEK elődöntős: 1979
- UEFA-kupa döntős: 1986
- UEFA-kupa elődöntős: 1981, 1990
- Vásárvárosok kupája elődöntős: 1964, 1971
- Kupagyőztesek Európa Kupája elődöntős: 1969
- Uhrencup-győztes: 1991
- Joan Gamper trófea-győztes: 1978, 1981

### Tartalékcsapat
- Német amatőr bajnok: 1981

## Híres játékosok
| - Klaus Allofs - Henrik Andersen - Roda Antar - Khodadad Azizi - Hans Axel Binner - Rainer Bonhof - Uwe Bein - Ricardo Cabanas - Bernhard Cullmann - Marcell Fensch - Klaus Fischer | - Thomas Häßler - Ralf Hauptmann - Jörg Heinrich - Bodo Illgner - Jürgen Kohler - Pierre Littbarski - Hannes Löhr - Dirk Lottner - Herbert Neumann - Milivoje Novakovič - Jasuhiko Okudera | - Morten Olsen - Wolfgang Overath - Rigobert Song - Lukas Podolski - Toni Polster - Flemming Povlsen - Helmut Rahn - Andrzej Rudy - Edward Sarpei - Hans Schäfer - Karl-Heinz Schnellinger | - Harald Schumacher - Bernd Schuster - Paul Steiner - Marco Streller - Maynor Suazo - Vasszilisz Tsziartasz - Andrij Voronyin - Wolfgang Weber - Alpay Özalan - Ümit Özat |

## Jelenlegi keret
Utolsó módosítás: 2022. január 11.
A vastaggal jelzett játékosok felnőtt válogatottsággal rendelkeznek.
A dőlttel jelzett játékosok kölcsönben szerepelnek a klubnál.
| Mezszám                | Név                 | Nemzetiség | Születési hely    | Születési idő (kor)           | Korábbi csapat           | Érték (€)  | Szerződés lejárta |
| Kapusok                | Kapusok             | Kapusok    | Kapusok           | Kapusok                       | Kapusok                  | Kapusok    | Kapusok           |
| ---------------------- | ------------------- | ---------- | ----------------- | ----------------------------- | ------------------------ | ---------- | ----------------- |
| 1                      | Timo Horn           | GER        | Köln              | 1993. május 12. (31 éves)     | Utánpótlásból került fel | 4 000 000  | 2023.06.30.       |
| 20                     | Marvin Schwäbe      | GER        | Dieburg           | 1995. április 25. (29 éves)   | Brøndby IF               | 1 000 000  | 2024.06.30.       |
| 40                     | Jonas Urbig         | GER        | Euskirchen        | 2003. augusztus 8. (21 éves)  | Utánpótlásból került fel | 300 000    | 2024.06.30.       |
| 44                     | Matthias Köbbing    | GER        | Koblenz           | 1997. május 28. (27 éves)     | FC 08 Homburg            | 10 000     | 2022.06.30.       |
| Védők                  |                     |            |                   |                               |                          |            |                   |
| 2                      | Benno Schmitz       | GER        | München           | 1994. november 17. (30 éves)  | RB Leipzig               | 2 500 000  | 2022.06.30.       |
| 3                      | Noah Katterbach     | GER        | Simmerath         | 2001. április 13. (23 éves)   | Utánpótlásból került fel | 2 500 000  | 2024.06.30.       |
| 4                      | Timo Hübers         | GER        | Hildesheim        | 1996. július 20. (28 éves)    | Hannover 96              | 1 500 000  | 2023.06.30.       |
| 14                     | Jonas Hector        | GER        | Saarbrücken       | 1990. május 27. (34 éves)     | Utánpótlásból került fel | 4 000 000  | 2023.06.30.       |
| 15                     | Luca Kilian         | GER        | Witten            | 1999. szeptember 1. (25 éves) | 1. FSV Mainz 05          | 2 500 000  | 2022.06.30.       |
| 19                     | Kingsley Ehizibue   | NGR · NED  | München           | 1995. május 25. (29 éves)     | PEC Zwolle               | 1 300 000  | 2023.06.30.       |
| 22                     | Jorge Meré          | SPA        | Oviedo            | 1997. április 17. (27 éves)   | Sporting de Gijón        | 2 500 000  | 2023.06.30.       |
| 23                     | Jannes Horn         | GER        | Braunschweig      | 1997. február 6. (28 éves)    | Hannover 96              | 3 000 000  | 2022.06.30.       |
| Középpályások          |                     |            |                   |                               |                          |            |                   |
| 6                      | Salih Özcan         | GER        | Köln              | 1998. január 11. (27 éves)    | Holstein Kiel            | 4 000 000  | 2023.06.30.       |
| 7                      | Dejan Ljubicic      | AUT        | Bécs              | 1997. október 8. (27 éves)    | SK Rapid Wien            | 6 000 000  | 2025.06.30.       |
| 18                     | Ondrej Duda         | SVK        | Szinna            | 1994. december 5. (30 éves)   | Hertha BSC               | 6 000 000  | 2024.06.30.       |
| 21                     | Louis Schaub        | AUT        | Fulda             | 1994. december 29. (30 éves)  | FC Luzern                | 1 800 000  | 2022.06.30.       |
| 28                     | Iljász esz-Szhírí   | TUN · FRA  | Lunel             | 1995. május 10. (29 éves)     | Montpellier Hérault SC   | 13 000 000 | 2023.06.30.       |
| 31                     | Tomas Ostrak        | CZE        | Frýdek-Místek     | 2000. február 5. (25 éves)    | MFK Karviná              | 750 000    | 2022.06.30.       |
| 36                     | Niklas Hauptmann    | GER        | Köln              | 1996. június 27. (28 éves)    | Holstein Kiel            | 500 000    | 2023.06.30.       |
| Támadók                |                     |            |                   |                               |                          |            |                   |
| 9                      | Sebastian Andersson | SWE        | Ängelholm         | 1991. július 15. (33 éves)    | 1. FC Union Berlin       | 3 000 000  | 2023.06.30.       |
| 11                     | Florian Kainz       | AUT        | Graz              | 1992. október 24. (32 éves)   | SV Werder Bremen         | 3 500 000  | 2022.06.30.       |
| 13                     | Mark Uth            | GER        | Köln              | 1991. augusztus 24. (33 éves) | FC Schalke 04            | 3 000 000  | 2023.06.30.       |
| 17                     | Kingsley Schindler  | GER · GHA  | Hamburg           | 1993. július 12. (31 éves)    | Hannover 96              | 800 000    | 2023.06.30.       |
| 25                     | Tim Lemperle        | GER        | Frankfurt am Main | 2002. február 5. (23 éves)    | Utánpótlásból került fel | 1 000 000  | 2023.06.30.       |
| 27                     | Anthony Modeste     | FRA        | Cannes            | 1988. április 14. (36 éves)   | AS Saint-Étienne         | 2 000 000  | 2023.06.30.       |
| 29                     | Jan Thielmann       | GER        | Föhren            | 2002. május 26. (22 éves)     | Utánpótlásból került fel | 5 500 000  | 2024.06.30.       |
| 30                     | Marvin Obuz         | GER · TUR  | Köln              | 2002. január 25. (23 éves)    | Utánpótlásból került fel | 300 000    | 2024.06.30.       |
| Kölcsönadott játékosok |                     |            |                   |                               |                          |            |                   |
| Név                    | Poszt               | Nemzetiség | Születési hely    | Születési idő (kor)           | Korábbi csapat           | Érték (€)  | Szerződés lejárta |
| Dimitrios Limnios      | támadó              | GRE · BRA  | Vólosz            | 1998. május 27. (26 éves)     | FC Twente                | 1 500 000  | 2022.06.30.       |

## Vezetőedzők
Az 1. FC Köln edzői 1948-tól sorolva
| - Karl Flink (1948. március 13. – 1948. június 30.) - Hennes Weisweiler Játékos- edző (1948. július 1. – 1952. június 30.) - Helmut Schneider (1952. július 1. – 1953. május 17.) - Karl Winkler (1953. május 18. – 1954. június 30.) - Kurt Baluses (1954. július 1. – 1955. június 30.) - Hennes Weisweiler (1955. július 1. – 1958. június 30.) - Szabó Péter (1958. július 1. – 1959. június 30.) - Oswald Pfau (1959. július 1. – 1961. június 30.) - Zlatko Čajkovski (1961. július 1. – 1963. június 30.) - Georg Knöpfle (1963. július 1. – 1966. június 30.) - Willi Multhaup (1966. július 1. – 1968. június 30.) - Hans Merkle (1968. július 1. – 1970. június 30.) - Ernst Ocwirk (1970. július 1. – 1971. június 30.) - Lóránt Gyula (1971. július 1. – 1972. április 4.) - Rolf Herings (1972. április 5. – 1972. június 30.) - Rudolf Schlott (1972. július 1. – 1973. szeptember 16.) - Volker Kottmann Megbízott edző (1972. december 4. – 1972. december 11.) - Zlatko Čajkovski (1973. szeptember 17. – 1975. december 12.) - Georg Stollenwerk (1976. január 1. – 1976. június 30.) - Hennes Weisweiler (1976. július 1. – 1980. április 15.) - Karl-Heinz Heddergott (1980. április 16. – 1980. október 13.) - Rolf Herings Megbízott edző (1980. október 14. – 1980. október 16.) - Rinus Michels (1980. október 17. – 1983. augusztus 23.) - Hannes Löhr (1983. augusztus 24. – 1986. február 6.) - Georg Keßler (1986. február 7. – 1986. szeptember 22.) - Christoph Daum (1986. szeptember 23. – 1990. június 28.) - Erich Rutemöller (1990. június 29. – 1991. augusztus 23.) | - Udo LattekMegbízott edző (1991. augusztus 24. – 1991. szeptember 3.) - Hannes Linssen Megbízott edző (1991. szeptember 4. – 1991. szeptember 9.) - Jörg Berger (1991. szeptember 10. – 1993. február 27.) - Wolfgang Jerat (1993. február 28. – 1993. április 28.) - Morten Olsen (1993. április 29. – 1995. augusztus 26.) - Stephan Engels (1995. augusztus 27. – 1996. március 31.) - Peter Neururer (1996. április 1. – 1997. szeptember 30.) - Lorenz-Günther Köstner (1997. október 1. – 1998. június 30.) - Bernd Schuster (1998. július 1. – 1999. június 30.) - Ewald Lienen (1999. július 1. – 2002. január 27.) - Christoph John Megbízott edző (2002. január 28. – 2002. február 13.) - Friedhelm Funkel (2002. február 14. – 2003. október 30.) - Jos Luhukay Megbízott edző (2003. október 31. – 2003. november 1.) - Marcel Koller (2003. november 2. – 2004. június 14.) - Huub Stevens (2004. június 15. – 2005. június 30.) - Uwe Rapolder (2005. július 1. – 2005. december 18.) - Hanspeter Latour (2006. január 3. – 2006. november 9.) - Holger Gehrke Megbízott edző (2006. november 9. – 2006. november 26.) - Christoph Daum (2006. november 27. – 2009. június 30.) - Zvonimir Soldo (2009. július 1. – 2010. október 24.) - Frank Schaefer (2010. október 24. – 2011. április 27.) - Volker Finke Megbízott edző (2011. április 27. – 2011. június 30.) - Ståle Solbakken (2011. július 1. – 2012. április 12.) - Frank Schaefer Megbízott edző (2012. április 12. – 2012. június 14.) - Holger Stanislawski (2012. június 15. – 2013. június 11.) - Peter Stöger (2013. június 12. – 2017. december 3.) - Stefan Ruthenbeck Megbízott edző (2017. december 3. – 2018. június 30.) - Markus Anfang (2018. július 1. – 2019. április) - André Pawlak Megbízott edző (2019. április – 2019. május 13.) - Achim Beierlorzer (2019. május 13. –) |